# Kvismaren

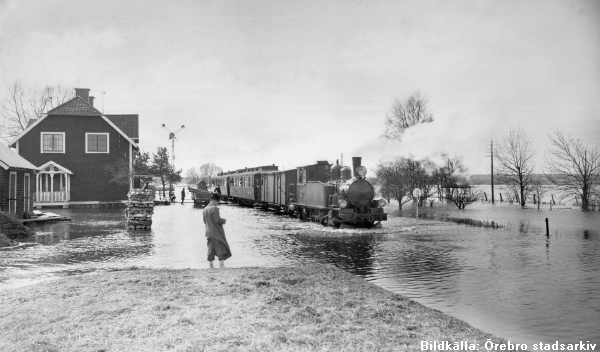
Eisenbahnstation Kvismare 1937

Kvismaren ist ein 780 Hektar umfassendes Naturschutzgebiet in Schweden in der historischen Region Närke südöstlich der Stadt Örebro. Es besteht aus dem westlichen und dem östlichen Kvismaresee mit umliegendem Röhricht und Weiden sowie Feuchtwiesen, Rinderweiden und Wald.
Die beiden Seen entstanden im 19. Jahrhundert durch ein Entwässerungsprojekt im Bereich des früheren, heute nach Örebro eingemeindeten Tätorts Mosås. Südlich der auch rysjön und fågelsjön genannten Gewässer fließt der insgesamt 71 Kilometer lange Kvismarekanal, der von nördlich Vretstorp bis zur Mündung in den Hjälmaren bei Segersjö reicht und somit weit über das Ramsargebiet hinaus.
Wat- und Entenvögel (Enten, Gänse, Schwäne) finden sich in großen Mengen, insbesondere die Waldsaatgans. Schlangen überwintern vorzugsweise auf der Landbrücke Öby kulle zwischen beiden Seen. Besucher haben Zugang zu einem Beobachtungsturm. Zur Milderung  von Überschwemmungen wird der Wasserstand reguliert.
Der Vogelschutz und die Vogelbeobachtung haben in dem Natura-2000-Gebiet einen besonderen Stellenwert. Die Vogelwarte beringt eine sechsstellige Zahl von Individuen aus etwa 160 Arten, darunter Ohrentaucher, Berghänfling, Singschwan, Wanderfalke, Wintergoldhähnchen, Eisente, Zwergsäger, Kiebitz, Kornweihe oder Graureiher. Nach Renaturierungsmaßnahmen in den 1980er Jahren fand sich eine zunehmende Zahl von Kranichen auf dem Rastplatz ein.